# I'll Be in Trouble
"I'll Be in Trouble" is de tweede top 40 single, na "The Way You Do The Things You Do" van de Amerikaanse soul groep The Temptations. Net als zijn voorganger werd het nummer geschreven door Smokey Robinson en net zoals zijn opvolger, "Girl (Why You Wanna Make Me Blue)", verscheen het niet op het eerstvolgende album "The Temptations Sing Smokey", maar op diens opvolger "The Temptin' Temptations".
De tekst van "I'll Be In Trouble" gaat over een man die middels het nummer vertelt dat hij, ondanks alles wat zijn geliefde hem aan zou doen van haar blijft houden. Daardoor, als zij het uit zou maken, zou hij in de problemen zijn ("I'll Be In Trouble"), want hij zou dan niet weten hoe hij verder zou moeten.
De stijl van het nummer hangt een beetje in tussen soul en doo wop. Dit komt door de straatachtige zang die in het nummer te horen is, gezongen door achtergrondzangers Melvin Franklin, Paul Williams, David Ruffin en Otis Williams. Overigens Melvin Franklin zingt niet alleen achtergrond in dit nummer. Hij zingt namelijk ook één regel lead, als afwisseling van de leadzanger van de rest van het nummer, Eddie Kendricks.
De B-kant van "I'll Be In Trouble" is "The Girl's Alright With Me". Dit nummer werd geschreven door Norman Whitfield, Eddie Holland en leadzanger Eddie Kendricks. Alhoewel geschreven door dit trio werd het geproduceerd door Smokey Robinson. "The Girl's Alright With Me" wist zelf ook de poplijst te halen met een #102 positie. Op de R&B lijst haalde het de top 40, met een #39 notering. Het nummer zou later onder andere gecoverd worden door The Spinners.

## Bezetting
- Lead: Eddie Kendricks en Melvin Franklin
- Achtergrond: Paul Williams, Otis Williams, Melvin Franklin en David Ruffin
- Instrumentatie: The Funk Brothers
- Schrijver: Smokey Robinson
- Productie: Smokey Robinson